# Natoma
Natoma är en ort i Osborne County i Kansas. Vid 2010 års folkräkning hade Natoma 335 invånare.